# В ожидании варваров (фильм)
«В ожидании варваров» (англ. Waiting for the Barbarians) — итало-американский драматический фильм режиссёра Сиро Герра (его первый фильм на английском языке). Экранизация одноимённого романа Джона Кутзее с Джонни Деппом, Марком Райлэнсом и Робертом Паттинсоном в главных ролях. Премьера состоялась на 76-м Венецианском кинофестивале 6 сентября 2019 года, в прокат фильм вышел 7 августа 2020 года.

## Сюжет
Литературной основой сценария стал одноимённый роман южноафриканского писателя Джона Кутзее, написанный в 1980 году. Действие происходит в маленьком городе на окраине безымянной Империи, на который, по слухам, должны напасть коренные народы, живущие на границе. В город приезжает из столицы полковник, который начинает жестокие и бессмысленные репрессии против «варваров». Местный магистрат, всю жизнь верно служивший Империи, начинает сомневаться в её правоте и пытается оказать помощь жертвам преследований, но его самого признают «врагом народа».

## В ролях
- Марк Райлэнс — Магистрат
- Джонни Депп — полковник Джолл
- Роберт Паттинсон — Мендель
- Гана Баярсайкан — Девушка
- Грета Скакки — Маи
- Давид Денсик — помощник Магистрата
- Сэм Рид — Лейтенант
- Гарри Меллинг — солдат

## Создание и оценки
О начале работы над фильмом стало известно в октябре 2018 года. Проектом занялась компания Infinitum Nihil. Продюсером стал Андреа Иерволино, ранее продюсировавший фильмы «До костей» и «Венецианский купец», главные роли достались Джонни Деппу, Марку Райлэнсу и Роберту Паттинсону. Режиссёром фильма стал Сиро Герра. Съёмки начались в конце октября 2018 года в Марокко. Премьера состоялась на 76-м Венецианском кинофестивале 6 сентября 2019 года, а в театральный прокат фильм вышел 7 августа 2020 года.
Рейтинг фильма на агрегаторах рецензий Rotten Tomatoes и Metacritic составил 52 %. Критики, отмечая, что авторы фильма достаточно аккуратно перенесли на экран сюжет Кутзее, видят плюсы картины в игре Джонни Деппа, Роберта Паттинсона и Марка Райлэнса, а минусы — в «умозрительном гуманизме и плакатном антиимпериализме». Рецензент «Коммерсанта» счёл ошибкой авторов уход в «сдержанную академичность», рецензент Фильм.ру пишет о превращении притчи в «односложную историю о хорошем человеке, которого заставляют страдать за правду», и соответственно о «неудачной экранизации почти великого романа».